# Benjamin Obomanu
Benjamin Ebenezer Obomanu (Selma, 30 ottobre 1983) è un giocatore di football americano statunitense che gioca nel ruolo di wide receiver per i New York Jets della National Football League (NFL).
Fu scelto dai Seattle Seahawks nel corso del settimo giro del Draft NFL 2006. Obomanu al college giocò a football alla Auburn University.

## Carriera professionistica

### Seattle Seahawks
Dopo essere stato scelto dai Seattle Seahawks nel settimo giro del Draft 2006 (249º assoluto) , Obomanu trascorse l'intera stagione 2006 come membro della squadra di allenamento.
Obomanu passò nel roster attivo dei Seahawks dopo il training camp del 2007. Nella NFL il suo primo touchdown venne il 14 ottobre durante il Sunday Night Football contro i New Orleans Saints. Obomanu ricevette un passaggio da 17 yard di Matt Hasselbeck alla fine del secondo quarto.
Obomanu si ruppe la clavicola in una gara di pre-stagione contro gli Oakland Raiders il 29 agosto 2008 e fu messo nella lista degli infortunati il giorno seguente.
Dopo la settimana 11 della stagione 2010 dei Seahawks, Obamanu fu promosso come secondo ricevitore della squadra, partendo a fianco di Mike Williams. In una gara casalinga contro i Carolina Panthers, Obamanu si infortunò dopo essere stato colpito dalla safety Charles Godfrey. Obomanu terminò la stagione 2010 con 30 ricezioni per 494 yard, 4 touchdown e 16,5 per ricezione yard. Poco dopo l'eliminazione dei Seahawks nei playoff da parte dei Bears, Obomanu firmò un nuovo contratto triennale coi Seahawks che l'avrebbe tenuto Seattle fino al 2013.
Nel corso della stagione 2011, Ben giocò tutte le partite tranne una, di cui cinque da titolare, segnando due touchdown.
Dopo sole 4 ricezioni in 8 partite nella stagione 2012, Obomanu fu svincolato dai Seahawks il 15 marzo 2013.

### New York Jets
Il 30 maggio 2013, Obomanu firmò coi New York Jets.

## Vittorie e premi
Nessuno

## Statistiche
| Anno | Squadra          | Gare | Gare | Ricezioni | Ricezioni | Ricezioni | Ricezioni | Ricezioni | Corse | Corse | Corse | Corse | Corse | Fumble | Fumble |
| Anno | Squadra          | P    | PT   | Ric       | Yard      | Media     | Max       | TD        | Ten   | Yard  | Media | Max   | TD    | FUM    | Persi  |
| ---- | ---------------- | ---- | ---- | --------- | --------- | --------- | --------- | --------- | ----- | ----- | ----- | ----- | ----- | ------ | ------ |
| 2006 | Seattle Seahawks | -    | -    | -         | -         | -         | -         | -         | -     | -     | -     | -     | -     | -      | -      |
| 2007 | Seattle Seahawks | 13   | 0    | 12        | 180       | 15.0      | 30        | 1         | -     | -     | -     | -     | -     | -      | -      |
| 2009 | Seattle Seahawks | 14   | 0    | 4         | 41        | 10.3      | 12        | 0         | -     | -     | -     | -     | -     | 1      | 1      |
| 2010 | Seattle Seahawks | 15   | 6    | 30        | 494       | 16.5      | 87T       | 4         | 2     | 17    | 8.5   | 13    | 0     | -      | -      |
| 2011 | Seattle Seahawks | 15   | 6    | 34        | 399       | 11.7      | 55        | 2         | 1     | 13    | 13.0  | 13    | 0     | -      | -      |
| 2012 | Seattle Seahawks | 8    | 0    | 4         | 58        | 14.5      | 36        | 0         | 1     | 11    | 11.0  | 11    | 0     | -      | -      |
|      | Totale           | 57   | 12   | 83        | 1,151     | 13.9      | 87        | 7         | 3     | 30    | 10.0  | 13    | 0     | 1      | 1      |